# Zasloužilý lékař Běloruské republiky
Zasloužilý lékař Běloruské republiky (bělorusky Заслужаны ўрач Рэспублікі Беларусь) je čestný titul Běloruské republiky. Udílen je prezidentem republiky doktorům za zásluhy v jejich profesní činnosti.

## Pravidla udílení
Čestné tituly, podobně jako další státní vyznamenání, udílí prezident republiky či jiné osoby v jeho zastoupení. Čestné tituly jsou udíleny na základě vyhlášky prezidenta republiky. K jejich udělení dochází během slavnostního ceremoniálu a oceněnému je předáváno potvrzení o udělení ocenění a odznak.
Čestný titul Zasloužilý lékař Běloruské republiky je udílen vysoce specializovaným lékařům, kteří se danému zaměření věnují minimálně patnáct let za zásluhy o ochranu veřejného zdraví, za organizaci a poskytování akutní i preventivní lékařské péče a za využívání moderních poznatků lékařské vědy a moderních technologií ve své práci.